# Ronduit Praiseband
Ronduit Praiseband  was een Nederlandse band en was tot 2008 de praiseband op de EO-Jongerendag. De Ronduit Praiseband heeft in verschillende bezettingen bestaan. Begin jaren negentig bestond de band enige jaren uit leden van de Praiseband Life-Line en in 1992 werd de Ronduit Praiseband geformeerd.
De band, in de laatste periode onder leiding van Steven van Kranenburg, bestond in de laatste bezetting uit tien musici en zeven zangers. Het laatste optreden van de band was op 29 november 2008 te Zutphen en de band verkreeg toen platina, vanwege de verkoop van meer dan 150.000 cd’s.

## Bandleden Life-Line
- Freek van Balen, zang
- Gert van Leeuwen, zang
- Jan-Gerard Dekkers, zang
- Angelique Dekkers, zang, toetsen
- Mirjam de Feijter, zang
- Rene Piet, toetsen
- Yvonne Piet, bas
- Pieter Snaterse, trompet
- Lambert Dekkers, trompet, percussie
- Kees-Pieter van Dam, drums
- Joel Slagtand, drums

## Bandleden Ronduit Praiseband
Dit zijn een aantal van de muzikanten die deel uitmaakten van de Ronduit Praiseband.
- Andre Pouwer - bandleider
- Marcel MacArthur - bas
- Frank van Essen - drums, viool, bandleider-arrangeur
- Eric Lagerström - piano, bandleider-arrangeur
- Tanja Lagerström - saxofoon, toetsen
- Marcel Zimmer - drums
- Kees Kraayenoord - zang
- André Bijleveld - toetsen, hammondorgel
- Wim Grandia - aanbiddingsleider
- Gert Visscher - zang, aanbiddingsleider
- Danielle van Es - zang, dwarsfluit
- Wia van der Vijver - zang
- Gert van der Vijver - zang
- Talitha Nawijn - zang
- Jeen Plantinga - zang
- Jay P - gitaar
- Wouter Nohlmans - gitaar
- Iwan Sahertian - basgitaar
- David Wilschut - saxofoon
- Jan Willem van Delft - piano
- Steven van Kranenburg - zang, aanbiddingsleider
- Ilse Bevelander - Zang
- Rob Wiersma - Zang

## Discografie

### Albums
| Titel                      | Datum |
| -------------------------- | ----- |
| Different colours          | 1992  |
| Ronduit praise vol. 3      | 1994  |
| Christmas                  | 1995  |
| Ronduit praise vol. 4      | 1995  |
| Classic                    | 1996  |
| In Zijn Heiligdom vol. 8   | 1997  |
| God van licht vol. 9       | 1998  |
| The gold collection        | 1999  |
| Open my eyes vol. 11       | 2000  |
| The gold collection vol. 2 | 2001  |
| New Season                 | 2006  |
| Kind van God               | 2006  |
| All of this and more       | 2007  |
| None But Jesus             | 2008  |